# TmaxSoft
TmaxSoftは、独自の技術でシステム・ソフトウェアを開発し、世界各地でビジネスを展開するエンタープライズ・システム・ソフトウェア企業の名称およびその製品ブランド名。
韓国科学技術院（KAIST）教授であった朴大演（パク・デヨン）によって1997年に設立。
1997年に当時、韓国のKAISTという理系最高峰の大学でOSの研究をしていたパク・デヨンという現会長が設立し、TP-Monitorを開発し、市場にリリース。
リホスト・ソリューション「Tmax OpenFrame」やデータベース「Tibero RDBMS」、TPモニター「Tmax」、オフィスソフト「TmaxOffice」、ウェブブラウザ「ToGate」、Webアプリケーションサーバー「JEUS」など、ユーザーシステムの中核を担うミドルウェアや各種ソリューションの販売および技術サポートなどを行う。独自のオペレーティングシステムとしては「TmaxOS」を開発する。

## 日本法人
日本ティーマックスソフト株式会社は、韓国ティーマックスソフト社の日本法人として2000年に設立。
韓国ティーマックスソフト社で開発されている、リホスト・ソリューション「Tmax OpenFrame」データベース「Tibero RDBMS」、TPモニター「Tmax」、Webアプリケーションサーバー「JEUS」、および、高機能データ・統合ソリューション「 Tmax ZetaData」など、ユーザーシステムの中核を担うミドルウェアや各種ソリューションの販売および技術サポートなどを行う。

## 沿革
- 1997年 - 会社設立[1]
- 1998年 - TPモニター（Tmax）リリース
- 2000年 - ウェブアプリケーションサーバー（JEUS）、ウェブサーバー（WebtoB）発売開始 日本ティーマックスソフト株式会社設立
- 2002年 - 米国法人TmaxSoft Inc.を設立
- 2003年 - RDBMS（Tibero）リリース、Tmax R&Dセンターを開設、中国法人TmaxSoft China Co., Ltd.を設立
- 2004年 - Tmax OpenFrameリリース
- 2006年 - Webアプリケーションサーバー（JEUS6）が世界初JAVA EE6認証を取得
- 2011年 - JEUS（TM）が「Gartner Magic Quadrants」で”Visionaries”に選定
- 2012年 - ウェブアプリケーションサーバー（JEUS）が、2011年の韓国内WAS市場シェア1位を獲得
- 2013年 - ウェブアプリケーションサーバー（JEUS）が、2012年の韓国内WAS市場シェア1位を獲得 ウェブアプリケーションサーバー（JEUS）が 世界初JAVA EE7認証を取得
- 2014年 - ウェブアプリケーションサーバー（JEUS）が、2013年の韓国内WAS市場シェア1位を獲得
- 2015年 - ウェブアプリケーションサーバー（JEUS）が、2014年の韓国内WAS市場シェア1位を獲得
- 2016年 - ウェブアプリケーションサーバー（JEUS）が、2015年の韓国内WAS市場シェア1位を獲得